# Fiat CR.20
Le Fiat CR.20 est un avion militaire de l'entre-deux-guerres. Le premier vol a eu lieu le 19 juin 1926. 735 exemplaires ont été produits.
Avion de chasse biplan de construction italienne, il est utilisé entre les années 1926 et 1930. Conçu par Celestino Rosatelli, il représentait une étape intermédiaire entre le premier biplan Fiat CR.1 et la future série Fiat CR.30 (en) qui connaitra un énorme succès avec les modèles CR.32 et CR.42.
Pour ce nouvel avion, Rosatelli a utilisé une configuration nouvelle en sesquiplan. Le moteur était un Fiat A.20, à 12 cylindres en V, développant 410 ch (306 kW) avec un refroidissement liquide.
Les variantes les plus importantes ont été l'Idro CR.20, un hydravion ponton, et le CR.20 Asso qui utilisait un moteur plus puissant de 450 ch (336 kW) Isotta-Fraschini. La version CR.20bis sera produite à partir de 1930. Elle diffère de la version originale par l'ajout d'un train d'atterrissage plus avancé comportant des roues indépendantes avec des amortisseurs.
À son apogée en 1933, la Regia Aeronautica Italienne comportait 27 escadrons équipés de cet avion. L'avion a été utilisé contre les rebelles libyens, et au début de la Seconde guerre italo-éthiopienne dans le rôle d'attaque. Le Fiat CR.20 est resté en service dans la Regia Aeronautica dans un rôle de voltige et de formation jusqu'à la fin des années 1930. En 1933, l'Italie a vendu cinq Fiat CR.20 au Paraguay : ce furent les seuls avions de chasse utilisés par ce pays dans la guerre du Chaco menée contre la Bolivie.

## Armées étrangères utilisant le Fiat CR.20
Autriche
- Luftwaffen Kommando Österreich

 Italie
- Regia Aeronautica

 Lituanie
- Karinės Oro Pajėgos

 Paraguay
- Fuerza Aérea Paraguaya

 Pologne
- Wojska Lotnicze

 Espagne
- Aviación Nacional (en)

 Hongrie
- Magyar Királyi Honvéd Légierő (en)